# Heinrich August Hahn (Theologe)
Heinrich August Hahn (* 19. Juni 1821 in Königsberg i. Pr.; 1. Dezember 1861 in Greifswald) war ein deutscher evangelischer Theologe und Hochschullehrer.

## Leben
Hahns Vater war August Hahn, a.o. Professor der Theologie und Generalsuperintendent für die altpreußische Kirchenprovinz Schlesien. Dieser zog 1826 mit der Familie nach Leipzig und 1833 weiter nach Breslau. Hahns Mutter war Christiane (1799–1881), Tochter des Wolf von Brück auf Dahme, kursächsischer Hauptmann. Er hatte noch vier weitere Geschwister. Von diesen ist bekannt Ludwig Hahn (1823–1903), Professor der Theologie in Berlin.
Durch Privatunterricht wurde er für den Besuch der Höheren Klassen des Elisabet-Gymnasiums in Breslau, die er ab 1836 besuchte, vorbereitet. 1839 ging er zum Studium an die Universität Breslau und wechselte 1843 an die Universität Berlin. 1844 kehrte er nach Breslau zurück und promovierte in Königsberg zum Doktor der Philosophie. 1845 wurde er Lizentiat der Theologie in Breslau und habilitierte im selben Jahr. Im darauffolgenden Jahr habilitierte er auf Anregung der dortigen theologischen Fakultät an der Universität Königsberg, dort konnte er die Stelle des verstorbenen Christoph Hävernick vorerst vertretungsweise übernehmen. 1851 wurde er zum a.o. Professor der Theologie an der Königlichen Universität zu Greifswald ernannt. Die theologische Doktorwürde erhielt er 1856 an der dortigen Fakultät. 1861 wurde er Nachfolger für den verstorbenen Gottfried Kosegarten und erhielt dessen Professur. Kurz darauf verstarb er.

## Wirken
Heinrich August Hahn war ein scharfsinniger und gewissenhafter Exeget des Alten Testaments im Geiste der strengen Orthodoxie, dessen dogmatisierender Charakter an den älteren kirchlichen Traditionen festhielt. Seine Vorlesungen waren vornehmlich der alttestamentlichen Exegese, Einleitung und Theologie sowie den hebräischen Antiquitäten gewidmet, in den späteren Jahren trat auch die Erklärung der neutestamentlichen Briefe hinzu. Mit Franz Delitzsch redigierte und vollendete er Christoph Drechslers Der Prophet Jesaja. Uebersetzt und erklärt.

## Schriften
- Seine Erstlingsschrift ist die Dissertation zur Erlangung der Lizentiatur: "De spe immortalitatis sub Veteri Testamento gradatim exculta", 1845.
- Veteren Testamente Sententia De Natura Hominis Exposita: Kommentar Biblico Theologica, 1846.
- Er gab 1848 Heinrich Andreas Christoph Hävernick's Vorlesungen über die Theologie des Alten Testaments heraus.
- Kommentar über das Buch Hiob; 1850.
- Das Hohe Lied von Salomo eine Übersetzung und Erklärung, 1852.[2][3]
- Kommentar über das Predigerbuch Salomos; 1860.